# Richard Olivares
Richard Hans Olivares López (n. Antofagasta, Chile, 4 de septiembre de 1978) es un exfutbolista chileno. Jugaba de delantero y su último equipo fue Colchagua Club de Deportes. Actualmente se desempeña como ayudante técnico de Deportes Antofagasta Femenino.

## Biografía
Richard Olivares debutó profesionalmente en Magallanes, tuvo pasos por Deportes Temuco, Unión Española y Deportes Antofagasta. También es jugó en México, donde vistió las camiseta de Tigrillos Coapa (filial del América), pasando luego al equipo mayor, donde jugó la Copa Libertadores 2004. También integró los planteles de San Luis de Potosí, Delfines de Coatzacoalcos y Lobos de la BUAP.
El año 2008, mientras jugaba en Deportes Antofagasta, fue intervenido por una anomalía cardiaca que lo pudo haber alejado del fútbol profesional. Gracias a un marcapasos, el jugador continuó su carrera.
En julio del año 2014 y luego de 7 años jugando por los "pumas" de Antofagasta del cual es ídolo indiscutido, es fichado por Coquimbo Unido para jugar en la Primera B.

## Clubes
| Club                      | País   | Año       |
| ------------------------- | ------ | --------- |
| Magallanes                | Chile  | 1996-2001 |
| Deportes Temuco           | Chile  | 2002      |
| Unión Española            | Chile  | 2003      |
| Tigrillos Coapa           | México | 2003      |
| América                   | México | 2004      |
| San Luis                  | México | 2004      |
| Delfines de Coatzacoalcos | México | 2005-2006 |
| Lobos de la BUAP          | México | 2006-2007 |
| Deportes Antofagasta      | Chile  | 2007-2014 |
| Coquimbo Unido            | Chile  | 2014-2015 |
| Colchagua                 | Chile  | 2015-2016 |

## Palmarés

### Campeonatos nacionales
| Título    | Club                 | País   | Año  |
| --------- | -------------------- | ------ | ---- |
| Primera A | Club San Luis        | México | 2004 |
| Primera B | Deportes Antofagasta | Chile  | 2011 |

## Vida personal
Es el hermano menor de Cristian Olivares, que también defendió las camisetas de Deportes Antofagasta, Magallanes, Coquimbo Unido y Deportes Temuco.